# Chika Hirao
Chika Hirao (jap. 平尾 知佳, Hirao Chika; * 31. Dezember 1996 in Matsudo) ist eine japanische Fußballtorhüterin.

## Karriere

### Verein
Sie begann ihre Karriere bei Urawa Reds Ladies, wo sie von 2014 bis 2017 spielte. Sie trug 2014 zum Gewinn der Nihon Joshi Soccer League bei. 2018 folgte dann der Wechsel zu Albirex Niigata Ladies.

### Nationalmannschaft
Mit der japanischen U-17-Nationalmannschaft qualifizierte sie sich für die U-17-Weltmeisterschaft der Frauen 2012. Mit der japanischen U-20-Nationalmannschaft qualifizierte sie sich für die U-20-Weltmeisterschaft der Frauen 2016.
Hirao absolvierte ihr erstes Länderspiel für die japanischen Nationalmannschaft am 2. August 2018 gegen Australien. 
Am 13. Juni 2023 wurde sie für die WM-Endrunde nominiert.  Bei der WM, die für die Japanerinnen mit einer Viertelfinalniederlage gegen Schweden endete, kam sie nicht zum Einsatz.

## Errungene Titel

### Mit der Nationalmannschaft
- Asienmeisterschaft: 2018
- Ostasienmeisterschaft: 2019

### Mit Vereinen
- Nihon Joshi Soccer League: 2014